# ریزا-گروسنهاین
ریزا-گروسنهاین (به آلمانی: Landkreis Riesa-Großenhain) یک ناحیه در آلمان است که در زاکسن واقع شده‌است. ریزا-گروسنهاین ۱۲۰٬۵۳۹ نفر جمعیت دارد.